# (9047) 1991 QF
A (9047) 1991 QF a Naprendszer kisbolygóövében található aszteroida. Robert H. McNaught fedezte fel 1991. augusztus 30-án.